# Ted Piccard
Pour les articles homonymes, voir Piccard.
Ted Piccard, né le 30 novembre 1978 à Albertville, est un skieur alpin français qui s'est converti au ski acrobatique spécialisé dans les épreuves de skicross. C'est le benjamin de la famille Piccard, le quatrième de sa famille à participer à des Jeux olympiques d'hiver, 22 ans après le titre de son frère Franck Piccard, 16 ans après la participation de son frère Ian Piccard et 12 ans après la participation de sa sœur Leila Piccard.  
Outre les Jeux olympiques d'hiver, il a aussi participé à un Championnat du monde en 2009 à Inawashiro, où il a pris la vingt-neuvième place. En Coupe du monde, il est monté sur un podium pour une troisième place le 13 janvier 2010 à L'Alpe d'Huez.

## Palmarès

### Championnats du monde
| Édition/Discipline | Skicross |
| Mondiaux 2009      | 29e      |

### Coupe du monde
- Meilleur classement général : 20e en 2008.
- Meilleur classement en skicross : 5e en 2008.
- 1 podium en skicross.

### Championnats de France Elite
- Vice-champion de France en 2008 et 2010